# 巴氏杜父魚
巴氏杜父魚，為輻鰭魚綱鮋形目杜父魚亞目杜父魚科的其中一種。

## 分布
本魚分布於美國及加拿大的淡水流域。

## 生態
本魚成魚棲息在碎石激流，較不常見於沙石底質的河川源頭，另也發現於泉水與湖溢流與岩岸。為底棲性魚類，雜食性，主要捕食水生昆蟲維生，也捕食甲殼動物、環節動物、小魚、魚卵與植物。行一夫多妻制，繁殖期在春天，雄魚負責保衛魚卵。體長可達15公分。